# Дороговцев Анатолій Якович
 Анато́лій Я́кович Дорого́вцев (*7 вересня 1935, Харцизьк — †22 квітня 2004) — радянський та український математик.
У 1964–1998 роках працював у Київському університеті імені Тараса Шевченка, де з 1973 по 1998 роки був завідувачем кафедри математичного аналізу механіко-математичного факультету. Автор 24 навчальних посібників для студентів вузів, учителів та учнів середніх шкіл, двох монографій, понад 200 наукових праць. Був членом бюро секції математики Науково-методичної ради при Мінвузі СРСР.
Його син Дороговцев Андрій Анатолійович — український математик, професор, нині[коли?] завідувач відділу теорії випадкових процесів Інституту математики НАН України. Викладає також у КПІ у Фізико-технічному інституті.

## Праці
- Дороговцев А. Я. Математичний аналіз. Частина 1. — К. : Либідь, 1993. — 320 с. — ISBN 5-325-00380-1.(укр.)
- Дороговцев А. Я. Математичний аналіз. Частина 2. — К. : Либідь, 1994. — 304 с. — ISBN 5-325-00351-X.(укр.)